# Edward Lachman
Edward Lachman (* 31. března 1948) je americký kameraman a režisér. Za svou kameramanskou práci na filmu Daleko do nebe z roku 2002 byl neúspěšně nominován na Oscara. Za stejný film byl oceněn Národní společností filmových kritiků za nejlepší kameru. Jako režisér natočil například koncertní představení hudebního alba Songs for Drella. V roce 2013 spolupracoval s hudební skupinou Daft Punk na videích k albu Random Access Memories.

## Filmografie (výběr)
- Feťáci (1987)
- Mississippi Masala (1991)
- Smrt panen (1999)
- Erin Brockovich (2000)
- Listopadová romance (2001)
- Daleko do nebe (2002)
- Zítra nehrajeme! (2006)
- Beze mě: Šest tváří Boba Dylana (2007)
- Život za časů války (2009)
- Kvílení (2010)
- Dark Blood (2012)
- Carol (2015)
- Wiener-Dog (2016)
- Wonderstruck (2017)
- Dark Waters (2019)
- The Velvet Underground (2021)